# Лия (Цаленджихский муниципалитет)
Лия (груз. ლია) — село в Грузии. Находится в Цаленджихском муниципалитете края Самегрело-Верхняя Сванетия. Расположено на Одишской низменности, по левому берегу реки Ингури, на высоте 210 метров над уровня моря.
По данным переписи 2014 года в деревне проживало 1523 человека. Население края исповедует православие и являются прихожанами Зугдидский и Цаишской епархии Грузинской Православной Церкви.